# نیل دگراس تایسون
نیل دگراس تایسون (انگلیسی: Neil deGrasse Tyson زاده ۵ اکتبر، ۱۹۵۸) اخترفیزیکدان آمریکایی و مروج دانش است. او هم‌اکنون، به عنوان مدیر افلاک‌نمای هایدن نیویورک و دانشیار تحقیقاتی در بخش اخترفیزیک موزه تاریخ طبیعی آمریکا فعالیت می کند.
از سال ۲۰۰۶ تا ۲۰۱۱، او میزبان برنامه آموزشی علمی بر روی پی‌بی‌اس به نام NOVA ScienceNow بوده‌ است. تایسون به‌طور مرتب در برنامه‌های پرطرفدار تلویزیونی مانند نمایش روزانه، گزارش کلبر، پخش زنده با بیل مار و جپردی! به عنوان مدافع علم ظاهر می‌شود. در ۵ اوت ۲۰۱۱ اعلام شد که نیل تایسون قرار است میزبانی ادامه مجموعه تلویزیونی کازموس (کیهان) کارل سیگن را به عهده بگیرد.
یکی دیگر از برنامه‌های معروف او پادکست و مجموعه برنامه علمی استار تاک (به انگلیسی: StarTalk) است که از یوتیوب و تلویزیون پخش می‌شود. در این برنامه که او به عنوان مجری نیز در آن حضور دارد، دانشمندان بزرگی چون استیون هاوکینگ، میچیو کاکو شرکت کرده اند.
او یکی از نخستین کسانی بوده‌ است که پیشنهاد اصلاح تعریف سیارات را مطرح کرد که در نهایت منجر به خروج پلوتون از خانواده سیارات منظومه شمسی شد. او یکی از معروف‌ترین سخنرانان و مروجان علم معاصر به‌شمار می‌رود و بسیاری او را جانشینی برای کارل سیگن می‌دانند. تایسون علاوه بر فعالیت‌های علمی‌اش و حضور در برنامه‌های ترویجی تلویزیونی، چندین کتاب علمی نیز برای عموم مردم نوشته‌ است و به دلیل سخنرانی‌ها و مناظره‌های پرشورش (از جمله مناظره با ریچارد داوکینز) از شهرت زیادی برخوردار است.
او به عنوان بازیگر مهمان در یکی از قسمت‌های سریال طنز بیگ بنگ تئوری حاضر شد؛ قسمتی در آن شلدون کوپر شخصیت برجسته این سریال او را به دلیل نقش‌اش در حذف پلوتون از فهرست سیارات منظومه شمسی مورد انتقاد قرار می‌دهد.
سیارک ۱۳۱۲۳ به افتخار او نام‌گذاری شده‌است.

## شرح زندگی

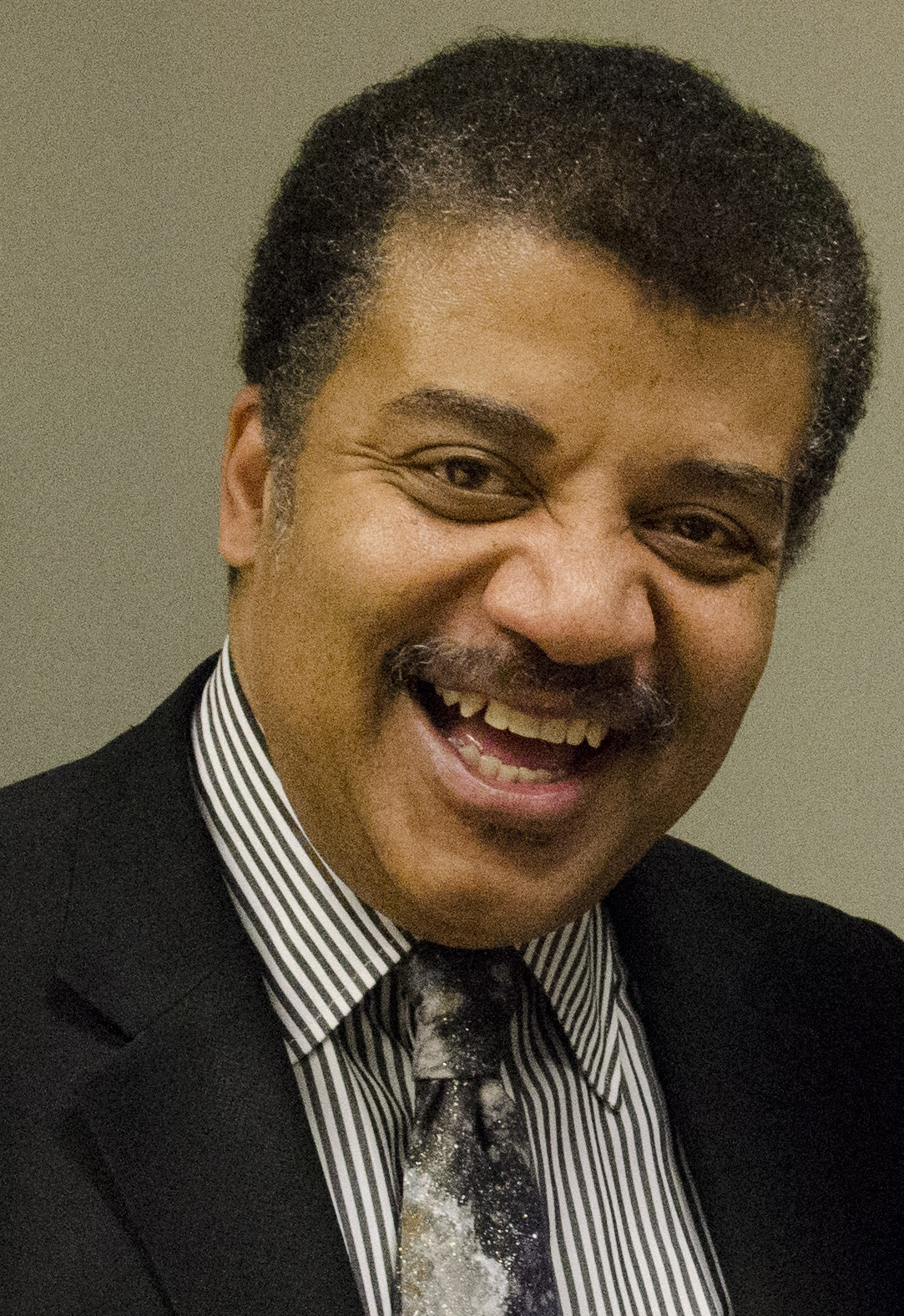
نیل دگراس تایسون (انگلیسی: Neil deGrasse Tyson زاده ۵ اکتبر، ۱۹۵۸) اخترفیزیکدان آمریکایی و مروج دانش است. او هم‌اکنون، به عنوان مدیر افلاک‌نمای هایدن نیویورک و دانشیار تحقیقاتی در بخش اخترفیزیک موزه تاریخ طبیعی آمریکا فعالیت می کند.

تایسون دومین بچه خانواده از سه فرزند خانواده است و در منهتن نیویورک و محله برانکس به دنیا آمد. مادر او (سانچیتا ماریا) تایسون از نژاد پورتوریکویی و متخصص رشته گرونتولوژی (پیری‌شناسی) بود و برای وزارت بهداشت آمریکا کار می‌کرد. پدر آمریکایی آفریقایی او، به عنوان جامعه‌شناس فعالیت میکرد و از افراد عالی‌رتبه شهردار نیویورک جان لیندسی بود. نام میانی تایسون (دگراس) از مادر بزرگ او که در آلتیما در یکی از جزایر کارائیب زندگی می‌کرد، گرفته شده است. تایسون در اوایل زندگی خود، در کستل هیل نیویورک زندگی می کرد و بعد از آن، تا زمان ورود به مهد کودک در ریوردال ساکن بود. سپس به مدارس دولتی رفت و در فاصله ساله های ۱۹۷۲ تا ۱۹۷۶، دبیرستان را در مدرسه دانش برانکس۱۹۷۲ گذراند. در این دبیرستان، او توانست مدیر مجله کشتی‌گیر و ویرایشگر مجله دانش فیزیک شود. علاقه تایسون به ستاره‌شناسی از ۹ سالگی شروع شد؛ زمانی که از موزه ستارگان بازدید کرد. او خود آن بازدید را اینطور توصیف می کند:
خیلی قوی و مبهوت کننده. به‌طوری که انتخاب دیگری به خودم نمی‌دادم. کائنات مرا می‌خواند.
تایسون در دوران دبیرستان به صورت مکرر از موزه ستارگان نیویورک بازدید می‌کرد، به‌طوری که آن دوره را شکل دهنده زندگی اش می نامد. در این دوره، او با مدیر موزه و مدیر یک دانشگاه ارتباط برقرار کرد تا جواب سؤالاتش را پیدا کند. او در دوران نوجوانی به ستاره‌شناسی روی آورد تا سرانجام در سن پانزده سالگی، یک کرسی از سوی جامعه ستاره‌شناسی  دریافت کرد. کارل ساگان ستاره‌شناس که یک عضو دانشگاه کورنیل بود.،سعی کرد تا او را به عنوان دانشجوی زیر سن افتخاری در دانشگاه بپذیرد، اما تایسون تصمیم گرفت تا تحصیلات خود را ادامه دهد و بالاخره توانست به دانشگاه هاروارد برود. او در زمان، در کارویور هاوس زندگی می کرد و همزمان با تحصیل در دانشگاه، فعالیت هایی از قبیل کشتی و رقص در استایل جز باله کاریبی و لاتین نیز انجام می داد.
تایسون در کالج هاروارد در فیزیک نمره درخشان ای بی را بدست آورد. همزمان شدن تحصیلات وی در فیزیک و فعالیت های دیگر او مانند رقص و کشتی سبب می شد که او زمان کافی برای تحقیق در دانشگاه نداشته باشد. استادش او را تشویق می‌کرد تا زمان بیشتری را برای تحقیقات صرف کند و در نهایت بتواند مدرک دکترا بگیرد. تایسون پس از پایان تحصیلات خود در هاروارد، در فاصله سال‌های ۱۹۸۶ تا ۱۹۸۷ به عنوان مدرس ستاره‌شناسی در دانشگاه مریلند مشغول به کار شد. در سال ۱۹۸۸ او مدرک تحصیلی دیگری از دانشگاه کلمبیا اخذ کرد و در سال های ۱۹۸۹ و ۱۹۹۱  نیز، به ترتیب مدرک PHD و مدرک پژوهش‌های تکمیلی (mphil) را از این دانشگاه بدست آورد. او آموزش هایی را تحت نظر دکتر مایکل ریچ طی کرد و توانست با حمایت‌ها ی او، مدرک پژوهش‌های علمی را از ناسا و بنیاد arcs بدست آورد. کسب این مدارک باعث شد که تایسون در یک کنفرانس بین‌المللی در ایتالیا، سوئیس، شیلی و آفریقای جنوبی شرکت کند و گروهی متشکل از دانشجویان علاقمند را برای تحقیقات ستاره‌شناسی گردآوریکند. تایسون در آن زمان با تلسکوپ نود و یک صدم میلیمتری در رصد خانه آمریکایی شیلی، توانست عکسهایی از ابر نو اخترها تهیه کند که در کارهای بعدی‌اش در زمینه نوع ابرنو اخترها و فاصله ابر نو اخترها به او کمک کند. علاوه بر این، این تصاویر به بهبود عملکرد تلسکوپ هابل و کشف ماده تاریک در ۱۹۹۸ نیز کمک کردند. او تحقیقات خود را با همراهی برایان اشمیت برنده نوبل فیزیک در سال ۲۰۱۱ انجام می‌داد. جایزه نوبلی که اشمیت موفق به اخذ آن شد، با نوع دوم ابر نو اختر و فاصله آن‌ها و عملکرد هابل مرتبط بود. علاوه بر اشمیت، تایسون در این تحقیقات خود، با پروفسور دیوید اسپرگل در دانشگاه پرینستون که به بازدید از دانشگاه کلمبیا آمده بود آشنا شد؛ این آشنایی، منجر به شروع تحقیقات دیگری در زمینه کهکشان‌های روح مانند شد.

## گزیده آثار
به سوی بی‌نهایت و فراتر از آن: سفری برای کشف و شناخت کیهان؛ مترجم یاسین قاسمی بجد، نشر پل چاپ اول ۱۴۰۲
پیام آور ستارگان: چشم‌اندازهای کیهانی دربارهٔ تمدن بشری؛ مترجم یاسین قاسمی بجد، نشر پل چاپ اول ۱۴۰۱
اسرار کیهانی: راهنمایی دربارهٔ اینکه ما کیستیم، چگونه به اینجا آمدیم و قرار است به کجا برویم؛ مترجم یاسین قاسمی بجد، نشر پل چاپ اول ۱۴۰۱
راز آفرینش جهان هستی، نیل دگراس تایسن و دونالد گلد اسمیت؛ مترجم جمیل آریایی، نشر مازیار چاپ اول ۱۳۹۵
اخترفیزیک برای افراد بیقرار، نیل دگراس تایسن؛ مترجم قاسم کیانی مقدم، نشر مازیار چاپ اول ۱۳۹۶
- Merlin's Tour of the Universe (1st ed. 1989; 2nd ed. 1998). 1.
- Universe Down to Earth (1994). Just Visiting This Planet (1998)8.
- One Universe: At Home in the Cosmos(2000)0.
- Cosmic Horizons: Astronomy at the Cutting Edge (2000)8.
- City of Stars: A New Yorker's Guide to the Cosmos (2002)
- My Favorite Universe (a 12-part lecture series) (2003)5.
- Origins: Fourteen Billion Years of Cosmic Evolution (co-authored with Donald Goldsmith) (2004)2.
- The Sky Is Not the Limit: Adventures of an Urban Astrophysicist (2004)9.
- Death by Black Hole: And Other Cosmic Quandaries (2007
- The Pluto Files: The Rise and Fall of America's Favorite Planet (2009). ISBN 0-393-06520-0.
- Space Chronicles: Facing the Ultimat Frontier (2012)5
- Welcome to the Universe: An Astrophysical Tour (co-authored with Michael A. Strauss)and J. Richard Gott) (2016)
- (Astrophysics for People in a Hurry (2017)
- Accessory to War: The Unspoken Alliance Between Astrophysics and the Military(2018, with Avis Lang)